# Skunk Anansie
Skunk Anansie (Сканк Анэ́нси) — британская рок-группа, основанная в 1994-м году вокалисткой Деборой Энни Дайер (Skin) и басистом Ричардом Кит Льюисом. В первый состав группы вошли также гитарист Эйс и ударник Роберт Фрэнс.

## Состав
- Скин (Skin, Дебора Энн Дайер, Deborah Anne Dyer, род. 3 августа 1967 в Лондоне (Брикстон)) — вокал, бэк-вокал, терменвокс, вибрафон.
- Кэйс (Cass, Ричард Кит Льюис, Richard Keith Lewis, род. 1 сентября 1960 в Лондоне) — бас-гитара, программирование, бэк-вокал.
- Эйс (Ace, Мартин Айвор Кент, Martin Ivor Kent, род. 30 марта 1967 в Челтнеме) — электрическая и акустическая гитары.
- Марк Ричардсон (Mark Richardson, род. 28 мая 1970 в Лидсе) — барабаны, перкуссия, бэк-вокал. В группе с июля 1995 года.

До июля 1995 года барабанщиком был Робби Фрэнс (Robbie France, род. в 1959 году в Шеффилде).

## История

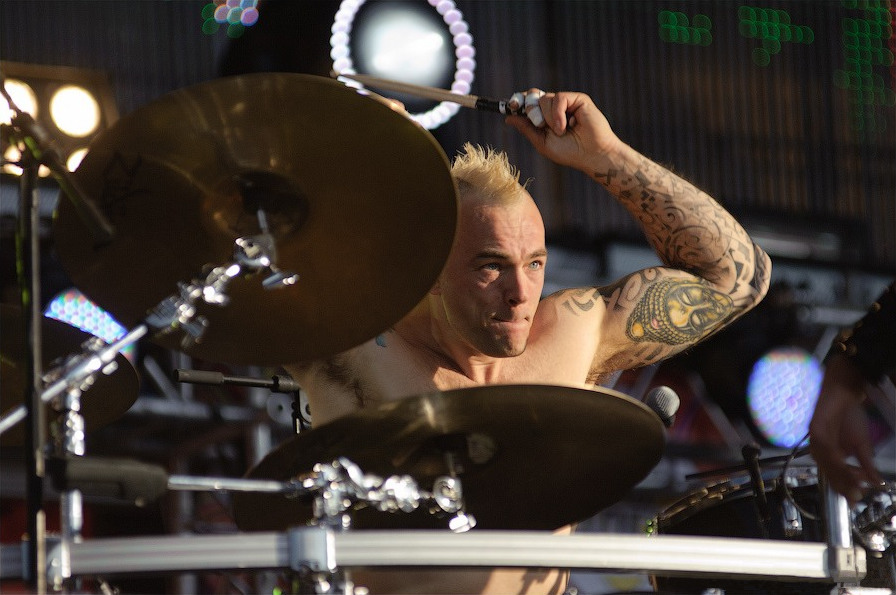
Марк Ричардсон

Группа Skunk Anansie была образована в феврале 1994 года в составе вокалистки Скин, басиста Кэйса, гитариста Эйса и барабанщика Роберта Фрэнса. Скин и Кэйс, работавшие в группе Mama Wild, познакомились с Эйсом из группы The Screaming Amoebas. Из двух команд, находившихся на грани распада, получилась Skunk Anansie.
Через 5 месяцев после этого музыканты подписали контракт с звукозаписывающей компанией One Little Indian. Была записана «Little Baby Swastikkka», затем композиции «Selling Jesus» и «I Can Dream», принёсшие группе известность, в том числе противоречивого характера. Из-за названия «Little Baby Swastikkka», а также сценического имени вокалистки (Скин) группу неоднократно обвиняли в нацизме.
Вы посмотрите на неё: сильно это похоже на наци-дела? Может, в ней течёт чистая арийская кровь, а? Уж кто-кто, но Скин — последний человек на земле, который мог бы разделить подобные убеждения. Хотя верно: после выхода всё той же «Little Baby Swastikka» объявилось много недопонявших… потому постоянно, в каждом интервью приходилось раскладывать всё по полочкам, как в детском саду: «Мы не фашисты! Что вы? Мы против! Почитайте текст!»Эйс

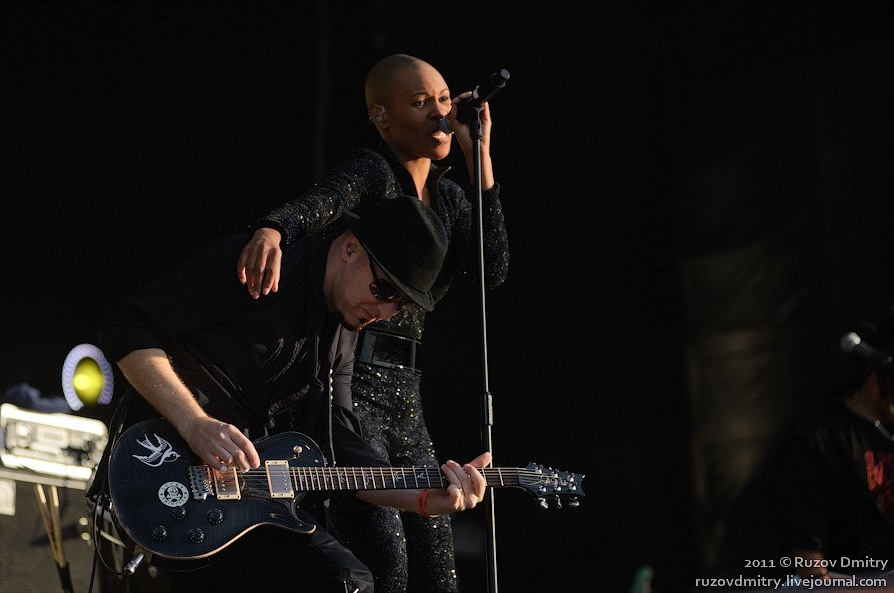
Эйс и Скин

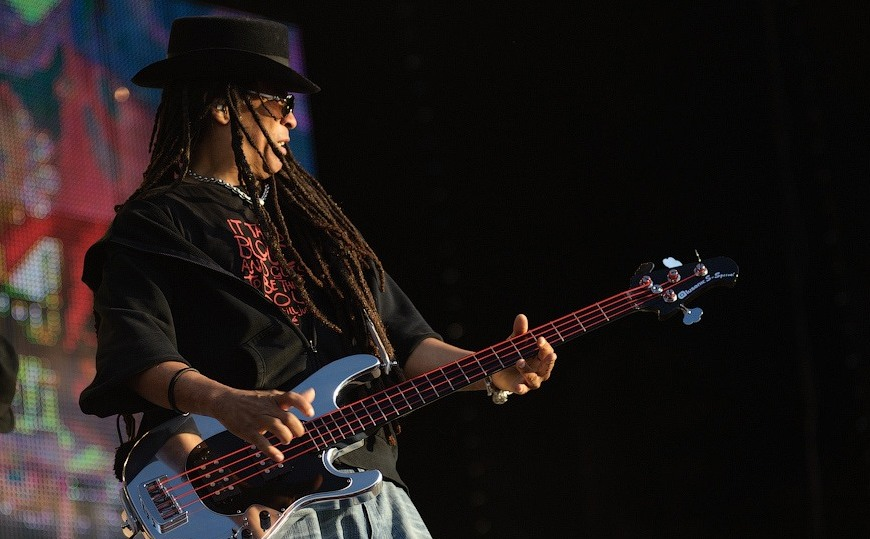
Кэйс

Дебютный альбом Skunk Anansie Paranoid & Sunburnt вышел 18 сентября 1995 года и вошёл в десятку альбомов хит-парада Великобритании. В композициях альбома прослеживается смесь фанка, панка, госпел, регги и хард-рока. Каждый сингл к этому альбому пользовался успехом, а «Weak» и «Charity» попали в британскую 20-ку. Британский журнал Kerrang! признал Skunk Anansie лучшей новой группой в Великобритании в 1995 году.
При записи первого альбома барабанщиком группы был Робби Фрэнс, который на самом деле желал заниматься чем-то другим. Его игра никого не устраивала. Марк Ричардсон, игравший в командах B.L.O.W и Little Angels, заменил Роберта на ответственном посту в июле 1995 года.
Skunk Anansie большое внимание уделяли гастролям, концертам. Это было важной составляющей их музыкальной деятельности. Кэйс говорил, что если бы они занимались только записью альбомов в студии, то наверняка бы распались. В 1996 году они получили приз за самое лучшее живое выступление года по мнению читателей журнала Kerrang.
В промежутках между фестивалями и концертами родился второй альбом Stoosh, записанный в течение 4-5 недель летом 1996 года. Делался он как «живой», в том смысле, что все инструменты и вокал записывались одновременно, а не по отдельности. Первый сингл с альбома «All I Want» сразу вошёл в британские хит-листы, немного не дотянув до первой десятки. Сам альбом какое-то время находился на уровне 10-ки лучших альбомов. Затем вышел сингл «Twisted (Everyday Hurts)», но наиболее успешным оказался третий — «Hedonism (Just Because You Feel Good)», который отметился в десятке нескольких хит-парадов, и вторая версия видеоклипа на песню много крутилась по MTV (первая была запрещена из-за сцены лесбийского поцелуя). 2 июня появился четвёртый сингл «Brazen».
В 1997 году Skunk Anansie получили ещё две награды от Kerrang — опять за лучшее живое выступление, а также в номинации «Лучшая британская группа».
В 1999 году музыканты подписали контракт с Virgin Records. В мае вышел их третий альбом Post Orgasmic Chill.
В 2001 году участники группы объявили о прекращении совместной деятельности.
В 2009 году группа объединяется для проведения концертного тура Greatest Hits Tour. Первые два концерта проходили под псевдонимом SCAM (Skin, Cass, Ace, Mark) 2 и 3 апреля в Лондоне, билеты на них были раскуплены за 20 минут с момента начала продажи. 2 ноября 2009 года был выпущен сборник Smashes and Trashes, в который помимо старых песен вошли и три новые: «Tear the Place Up», «Because of You» и «Squander».

16 августа 2010 года группа выпустила сингл «My Ugly Boy», а 12 сентября — новый альбом Wonderlustre.
12 июня 2011 года группа выступила на рок-фестивале «Рок над Волгой» в Самаре, а 13 июля 2011 года — на фестивале Greenfest в Санкт-Петербурге.
В сентябре 2012 года группа выпускает новый альбом Black Traffic.

## Происхождение названия
Группа получила своё название от чёрного существа с белыми полосками, хорошо известного как скунс, а также от мифического человека-паука (Anansie), изображенного в ямайских народных историях (правильно пишется как «ananse», но произносится так, как группа его назвала).

## Дискография

### Альбомы
| Название альбома    | Дата выхода |
| ------------------- | ----------- |
| Paranoid & Sunburnt | 09/1995     |
| Stoosh              | 10/1996     |
| Post Orgasmic Chill | 03/1999     |
| Smashes and Trashes | 11/2009     |
| Wonderlustre        | 09/2010     |
| Black Traffic       | 09/2012     |
| Anarchytecture      | 01/2016     |
| The Painful Truth   | 05/2025     |

### Синглы
| Название сингла                       | Дата выхода |
| ------------------------------------- | ----------- |
| Selling Jesus                         | 1995        |
| I Can Dream                           | 1995        |
| Charity                               | 1995        |
| Weak                                  | 1996        |
| All I Want                            | 1996        |
| Twisted (Everyday Hurts)              | 1996        |
| Hedonism (Just Because You Feel Good) | 1997        |
| Brazen (Weep)                         | 1997        |
| Charlie Big Potato                    | 1999        |
| Secretly                              | 1999        |
| Lately                                | 1999        |
| You'll Follow Me Down                 | 1999        |
| Tear the Place Up                     | 2009        |
| Because of You                        | 2009        |
| Squander                              | 2009        |
| My Ugly Boy                           | 2010        |
| Over the Love / Talk Too Much         | 2010        |
| I Believed in You                     | 2012        |

## Награды и номинации
| Год  | Название                | Номинация                            | Результат |
| ---- | ----------------------- | ------------------------------------ | --------- |
| 1995 | Керранг                 | Лучшая новая группа в Великобритании | награда   |
| 1996 | Керранг                 | Лучшее живое выступление             | награда   |
| 1997 | Керранг                 | Лучшее живое выступление             | награда   |
| 1997 | Керранг                 | Лучшая британская группа             | награда   |
| 1997 | MTV Europe Music Awards | Лучшее рок-выступление               | номинация |
| 1997 | MTV Europe Music Awards | Лучшее живое выступление             | номинация |